# Georges Poulet
Georges Poulet (ur. 29 listopada 1902 w Chênée, zm. 31 grudnia 1991 w Brukseli) – belgijski francuskojęzyczny historyk literatury i krytyk literacki, związany ze szkołą genewską.
Absolwent prawa i literatury na Uniwersytecie w Liège. W latach 1922–1935 publikował w pismach „Nord” i „Sélection” swoje recenzje i artykuły, używając pseudonimu „Georges Thialet”. Pracował na różnych uniwersytetach w Wielkiej Brytanii i USA jako wykładowca literatury francuskiej. Od 1957 był kierownikiem katedry literatury francuskiej na Uniwersytecie w Zurychu. W 1967 otrzymał tytuł profesorski na Uniwersytecie Nicejskim.
Podstawową kategorią w metodzie badawczej Pouleta była kategoria czasu wspólnie z kategorią przestrzeni. Zdaniem krytyka sposób przeżywania czasu i przestrzeni tłumaczyły zarówno samą egzystencję człowieka, jak i to, co tworzy jego umysł. W swoich pracach opisywał różne sposoby postrzegania i mierzenia czasu, od systemu godzinowego poprzez refleksje Bergsona o trwaniu i Gide’a o chwili. Jako podstawowe źródło każdego utworu literackiego widział nieprecyzyjną myśl człowieka i starał się analizować „wewnętrzną odległość” między pierwszą myślą leżącą u podstaw utworu i ostatecznym jego kształtem. Myśl traktował jako przestrzeń, w której poruszają się i wchodzą ze sobą w interakcje poszczególne idee.
Jak pisał polski romanista Zbigniew Naliwajek:

(...) literatura jako zbiór dzieł nie interesuje go [tj. Pouleta], gdyż jest jedynie zewnętrzną realizacją wewnętrznego ducha. Krytyk natomiast powinien przede wszystkim zrozumieć i opisać wewnętrznego ducha, czyli czystą świadomość pisarza. Ten zabieg może być zrealizowany poprzez akt uczestnictwa myśli w myśli, inaczej mówiąc: identyfikacji świadomości krytyka ze świadomością twórcy.

Zabieg ten Poulet określał jako „krytykę identyfikującą się”, a jako wzór dla niej wskazywał metodę pisarską i badawczą Marcela Prousta. W 1970 na Uniwersytecie w Tybindze wygłosił odczyt, w którym rozwijał założenia swojej metodologii. Twierdził, że podobnie jak Jean-Pierre Richard, Jean Starobinski i Jacques Rivière w swojej krytyce poszukuje myśli autora, by następnie opisywać formy dzieła. Literaturę zaś postrzegał jako bogatą, lecz nieuporządkowaną rzeczywistość, wymagającą wprowadzenia porządku, lub jako budynek, którego zewnętrzny wygląd jedynie sygnalizuje strukturę wnętrza. Rozwijając swoją koncepcję łączenia świadomości krytyka i autora, Poulet doszedł ostatecznie do wniosku, że musi całkowicie oczyścić własną myśl, by mogła ona „pomieścić” tok myślenia twórcy dzieła literackiego. Sprzeciwiał się dzieleniu utworów według formy, definiowaniu rodzajów i gatunków literackich. 

## Publikacje
- Études sur le temps humain, 1949
- La Distance intérieure (drugi tom Études sur le temps humain), 1952
- Le Point de départ (trzeci tom Études sur le temps humain), 1964
- Mesure de l’instant (czwarty tom Études sur le temps humain), 1968
- Les Métamorphoses du cercle, 1961
- L’Espace proustien, 1963
- Benjamin Constant par lui-même, 1968
- Trois Essais de mythologie romantique
- Les Chemins actuels de la critique
- La Conscience critique, 1976
- Entre moi et moi : Essais critiques sur la conscience de soi
- La poésie éclatée, 1980
- La Pensée indéterminée, 1985–1990